# Кофман, Рафаэль Моисеевич
Рафаэ́ль Моисе́евич Ко́фман (также Рафаил Моисеевич; 26 марта 1908, Измаил, Бессарабская губерния — 20 декабря 1988, Москва) — советский шахматный композитор; международный мастер (1973) и международный арбитр (1956) по шахматной композиции. Заслуженный тренер РСФСР (1967). Редактор отдела композиции журнала «Шахматы в СССР» (1954—1971). Составитель ряда сборников по шахматной композиции.

## Биография
Учился в гимназии в Измаиле, затем в Праге, после чего переехал к старшим братьям в СССР и закончил Московское высшее техническое училище им. Н. Э. Баумана. Жена — Сара Филипповна (?—1995). Брат — авиаконструктор Лазарь Моисеевич Кофман (1894—1938); жена Лазаря Моисеевича — инженер-электрик Анна Владимировна Кофман (урождённая Герценштейн, 1900—1938). Другой брат — Самуил Моисеевич Кофман (1899—1950), уроженец Килии, секретарь полпредства СССР в Литве; жена Самуила Моисеевича — искусствовед и педагог Нина Николаевна Кофман (урождённая Фелицина, 1906—1998).
В годы Великой Отечественной войны — в действующей армии, затем в партизанском отряде, попал в окружение и плен. После освобождения и фильтрационного лагеря работал инженером-конструктором. Оставшиеся в Измаиле родители были убиты румынскими оккупантами. С 1950-х годов входил в редакцию журнала «Шахматы в СССР», работал в Центральном шахматном клубе на Гоголевском бульваре в Москве.
С 1925 года опубликовал около 400 композиций разного жанра, преимущественно двух- и трёхходовки. Участник 6 личных чемпионатов СССР (1948—1983), в том числе 3-е место во 2-м (1948) по трёхходовкам, в 4-м (1955) и 5-м (1959) — по многоходовкам, а также многих конкурсов, где удостоен свыше 150 отличий (в том числе 42 первых приза). Главное внимание уделял трёхходовым задачам логико-стратегического стиля.

## Задачи
|   | a | b | c | d | e | f | g | h |   |
| - | --- | --- | --- | --- | --- | --- | --- | --- | - |
| 8 | d8 белая ладья · f8 белый король · g8 белый ферзь · b7 белый конь · e7 чёрная пешка · f7 белая пешка · b6 белая ладья · c6 белый конь · e6 чёрный король · f6 чёрная пешка · c5 чёрная пешка · h5 чёрная пешка · g4 белая пешка · a3 чёрный ферзь · c3 белый слон · d3 чёрный конь · c2 чёрный слон · e2 белый слон · h2 чёрный слон · b1 чёрная ладья | d8 белая ладья · f8 белый король · g8 белый ферзь · b7 белый конь · e7 чёрная пешка · f7 белая пешка · b6 белая ладья · c6 белый конь · e6 чёрный король · f6 чёрная пешка · c5 чёрная пешка · h5 чёрная пешка · g4 белая пешка · a3 чёрный ферзь · c3 белый слон · d3 чёрный конь · c2 чёрный слон · e2 белый слон · h2 чёрный слон · b1 чёрная ладья | d8 белая ладья · f8 белый король · g8 белый ферзь · b7 белый конь · e7 чёрная пешка · f7 белая пешка · b6 белая ладья · c6 белый конь · e6 чёрный король · f6 чёрная пешка · c5 чёрная пешка · h5 чёрная пешка · g4 белая пешка · a3 чёрный ферзь · c3 белый слон · d3 чёрный конь · c2 чёрный слон · e2 белый слон · h2 чёрный слон · b1 чёрная ладья | d8 белая ладья · f8 белый король · g8 белый ферзь · b7 белый конь · e7 чёрная пешка · f7 белая пешка · b6 белая ладья · c6 белый конь · e6 чёрный король · f6 чёрная пешка · c5 чёрная пешка · h5 чёрная пешка · g4 белая пешка · a3 чёрный ферзь · c3 белый слон · d3 чёрный конь · c2 чёрный слон · e2 белый слон · h2 чёрный слон · b1 чёрная ладья | d8 белая ладья · f8 белый король · g8 белый ферзь · b7 белый конь · e7 чёрная пешка · f7 белая пешка · b6 белая ладья · c6 белый конь · e6 чёрный король · f6 чёрная пешка · c5 чёрная пешка · h5 чёрная пешка · g4 белая пешка · a3 чёрный ферзь · c3 белый слон · d3 чёрный конь · c2 чёрный слон · e2 белый слон · h2 чёрный слон · b1 чёрная ладья | d8 белая ладья · f8 белый король · g8 белый ферзь · b7 белый конь · e7 чёрная пешка · f7 белая пешка · b6 белая ладья · c6 белый конь · e6 чёрный король · f6 чёрная пешка · c5 чёрная пешка · h5 чёрная пешка · g4 белая пешка · a3 чёрный ферзь · c3 белый слон · d3 чёрный конь · c2 чёрный слон · e2 белый слон · h2 чёрный слон · b1 чёрная ладья | d8 белая ладья · f8 белый король · g8 белый ферзь · b7 белый конь · e7 чёрная пешка · f7 белая пешка · b6 белая ладья · c6 белый конь · e6 чёрный король · f6 чёрная пешка · c5 чёрная пешка · h5 чёрная пешка · g4 белая пешка · a3 чёрный ферзь · c3 белый слон · d3 чёрный конь · c2 чёрный слон · e2 белый слон · h2 чёрный слон · b1 чёрная ладья | d8 белая ладья · f8 белый король · g8 белый ферзь · b7 белый конь · e7 чёрная пешка · f7 белая пешка · b6 белая ладья · c6 белый конь · e6 чёрный король · f6 чёрная пешка · c5 чёрная пешка · h5 чёрная пешка · g4 белая пешка · a3 чёрный ферзь · c3 белый слон · d3 чёрный конь · c2 чёрный слон · e2 белый слон · h2 чёрный слон · b1 чёрная ладья | 8 |
| 7 | d8 белая ладья · f8 белый король · g8 белый ферзь · b7 белый конь · e7 чёрная пешка · f7 белая пешка · b6 белая ладья · c6 белый конь · e6 чёрный король · f6 чёрная пешка · c5 чёрная пешка · h5 чёрная пешка · g4 белая пешка · a3 чёрный ферзь · c3 белый слон · d3 чёрный конь · c2 чёрный слон · e2 белый слон · h2 чёрный слон · b1 чёрная ладья | d8 белая ладья · f8 белый король · g8 белый ферзь · b7 белый конь · e7 чёрная пешка · f7 белая пешка · b6 белая ладья · c6 белый конь · e6 чёрный король · f6 чёрная пешка · c5 чёрная пешка · h5 чёрная пешка · g4 белая пешка · a3 чёрный ферзь · c3 белый слон · d3 чёрный конь · c2 чёрный слон · e2 белый слон · h2 чёрный слон · b1 чёрная ладья | d8 белая ладья · f8 белый король · g8 белый ферзь · b7 белый конь · e7 чёрная пешка · f7 белая пешка · b6 белая ладья · c6 белый конь · e6 чёрный король · f6 чёрная пешка · c5 чёрная пешка · h5 чёрная пешка · g4 белая пешка · a3 чёрный ферзь · c3 белый слон · d3 чёрный конь · c2 чёрный слон · e2 белый слон · h2 чёрный слон · b1 чёрная ладья | d8 белая ладья · f8 белый король · g8 белый ферзь · b7 белый конь · e7 чёрная пешка · f7 белая пешка · b6 белая ладья · c6 белый конь · e6 чёрный король · f6 чёрная пешка · c5 чёрная пешка · h5 чёрная пешка · g4 белая пешка · a3 чёрный ферзь · c3 белый слон · d3 чёрный конь · c2 чёрный слон · e2 белый слон · h2 чёрный слон · b1 чёрная ладья | d8 белая ладья · f8 белый король · g8 белый ферзь · b7 белый конь · e7 чёрная пешка · f7 белая пешка · b6 белая ладья · c6 белый конь · e6 чёрный король · f6 чёрная пешка · c5 чёрная пешка · h5 чёрная пешка · g4 белая пешка · a3 чёрный ферзь · c3 белый слон · d3 чёрный конь · c2 чёрный слон · e2 белый слон · h2 чёрный слон · b1 чёрная ладья | d8 белая ладья · f8 белый король · g8 белый ферзь · b7 белый конь · e7 чёрная пешка · f7 белая пешка · b6 белая ладья · c6 белый конь · e6 чёрный король · f6 чёрная пешка · c5 чёрная пешка · h5 чёрная пешка · g4 белая пешка · a3 чёрный ферзь · c3 белый слон · d3 чёрный конь · c2 чёрный слон · e2 белый слон · h2 чёрный слон · b1 чёрная ладья | d8 белая ладья · f8 белый король · g8 белый ферзь · b7 белый конь · e7 чёрная пешка · f7 белая пешка · b6 белая ладья · c6 белый конь · e6 чёрный король · f6 чёрная пешка · c5 чёрная пешка · h5 чёрная пешка · g4 белая пешка · a3 чёрный ферзь · c3 белый слон · d3 чёрный конь · c2 чёрный слон · e2 белый слон · h2 чёрный слон · b1 чёрная ладья | d8 белая ладья · f8 белый король · g8 белый ферзь · b7 белый конь · e7 чёрная пешка · f7 белая пешка · b6 белая ладья · c6 белый конь · e6 чёрный король · f6 чёрная пешка · c5 чёрная пешка · h5 чёрная пешка · g4 белая пешка · a3 чёрный ферзь · c3 белый слон · d3 чёрный конь · c2 чёрный слон · e2 белый слон · h2 чёрный слон · b1 чёрная ладья | 7 |
| 6 | d8 белая ладья · f8 белый король · g8 белый ферзь · b7 белый конь · e7 чёрная пешка · f7 белая пешка · b6 белая ладья · c6 белый конь · e6 чёрный король · f6 чёрная пешка · c5 чёрная пешка · h5 чёрная пешка · g4 белая пешка · a3 чёрный ферзь · c3 белый слон · d3 чёрный конь · c2 чёрный слон · e2 белый слон · h2 чёрный слон · b1 чёрная ладья | d8 белая ладья · f8 белый король · g8 белый ферзь · b7 белый конь · e7 чёрная пешка · f7 белая пешка · b6 белая ладья · c6 белый конь · e6 чёрный король · f6 чёрная пешка · c5 чёрная пешка · h5 чёрная пешка · g4 белая пешка · a3 чёрный ферзь · c3 белый слон · d3 чёрный конь · c2 чёрный слон · e2 белый слон · h2 чёрный слон · b1 чёрная ладья | d8 белая ладья · f8 белый король · g8 белый ферзь · b7 белый конь · e7 чёрная пешка · f7 белая пешка · b6 белая ладья · c6 белый конь · e6 чёрный король · f6 чёрная пешка · c5 чёрная пешка · h5 чёрная пешка · g4 белая пешка · a3 чёрный ферзь · c3 белый слон · d3 чёрный конь · c2 чёрный слон · e2 белый слон · h2 чёрный слон · b1 чёрная ладья | d8 белая ладья · f8 белый король · g8 белый ферзь · b7 белый конь · e7 чёрная пешка · f7 белая пешка · b6 белая ладья · c6 белый конь · e6 чёрный король · f6 чёрная пешка · c5 чёрная пешка · h5 чёрная пешка · g4 белая пешка · a3 чёрный ферзь · c3 белый слон · d3 чёрный конь · c2 чёрный слон · e2 белый слон · h2 чёрный слон · b1 чёрная ладья | d8 белая ладья · f8 белый король · g8 белый ферзь · b7 белый конь · e7 чёрная пешка · f7 белая пешка · b6 белая ладья · c6 белый конь · e6 чёрный король · f6 чёрная пешка · c5 чёрная пешка · h5 чёрная пешка · g4 белая пешка · a3 чёрный ферзь · c3 белый слон · d3 чёрный конь · c2 чёрный слон · e2 белый слон · h2 чёрный слон · b1 чёрная ладья | d8 белая ладья · f8 белый король · g8 белый ферзь · b7 белый конь · e7 чёрная пешка · f7 белая пешка · b6 белая ладья · c6 белый конь · e6 чёрный король · f6 чёрная пешка · c5 чёрная пешка · h5 чёрная пешка · g4 белая пешка · a3 чёрный ферзь · c3 белый слон · d3 чёрный конь · c2 чёрный слон · e2 белый слон · h2 чёрный слон · b1 чёрная ладья | d8 белая ладья · f8 белый король · g8 белый ферзь · b7 белый конь · e7 чёрная пешка · f7 белая пешка · b6 белая ладья · c6 белый конь · e6 чёрный король · f6 чёрная пешка · c5 чёрная пешка · h5 чёрная пешка · g4 белая пешка · a3 чёрный ферзь · c3 белый слон · d3 чёрный конь · c2 чёрный слон · e2 белый слон · h2 чёрный слон · b1 чёрная ладья | d8 белая ладья · f8 белый король · g8 белый ферзь · b7 белый конь · e7 чёрная пешка · f7 белая пешка · b6 белая ладья · c6 белый конь · e6 чёрный король · f6 чёрная пешка · c5 чёрная пешка · h5 чёрная пешка · g4 белая пешка · a3 чёрный ферзь · c3 белый слон · d3 чёрный конь · c2 чёрный слон · e2 белый слон · h2 чёрный слон · b1 чёрная ладья | 6 |
| 5 | d8 белая ладья · f8 белый король · g8 белый ферзь · b7 белый конь · e7 чёрная пешка · f7 белая пешка · b6 белая ладья · c6 белый конь · e6 чёрный король · f6 чёрная пешка · c5 чёрная пешка · h5 чёрная пешка · g4 белая пешка · a3 чёрный ферзь · c3 белый слон · d3 чёрный конь · c2 чёрный слон · e2 белый слон · h2 чёрный слон · b1 чёрная ладья | d8 белая ладья · f8 белый король · g8 белый ферзь · b7 белый конь · e7 чёрная пешка · f7 белая пешка · b6 белая ладья · c6 белый конь · e6 чёрный король · f6 чёрная пешка · c5 чёрная пешка · h5 чёрная пешка · g4 белая пешка · a3 чёрный ферзь · c3 белый слон · d3 чёрный конь · c2 чёрный слон · e2 белый слон · h2 чёрный слон · b1 чёрная ладья | d8 белая ладья · f8 белый король · g8 белый ферзь · b7 белый конь · e7 чёрная пешка · f7 белая пешка · b6 белая ладья · c6 белый конь · e6 чёрный король · f6 чёрная пешка · c5 чёрная пешка · h5 чёрная пешка · g4 белая пешка · a3 чёрный ферзь · c3 белый слон · d3 чёрный конь · c2 чёрный слон · e2 белый слон · h2 чёрный слон · b1 чёрная ладья | d8 белая ладья · f8 белый король · g8 белый ферзь · b7 белый конь · e7 чёрная пешка · f7 белая пешка · b6 белая ладья · c6 белый конь · e6 чёрный король · f6 чёрная пешка · c5 чёрная пешка · h5 чёрная пешка · g4 белая пешка · a3 чёрный ферзь · c3 белый слон · d3 чёрный конь · c2 чёрный слон · e2 белый слон · h2 чёрный слон · b1 чёрная ладья | d8 белая ладья · f8 белый король · g8 белый ферзь · b7 белый конь · e7 чёрная пешка · f7 белая пешка · b6 белая ладья · c6 белый конь · e6 чёрный король · f6 чёрная пешка · c5 чёрная пешка · h5 чёрная пешка · g4 белая пешка · a3 чёрный ферзь · c3 белый слон · d3 чёрный конь · c2 чёрный слон · e2 белый слон · h2 чёрный слон · b1 чёрная ладья | d8 белая ладья · f8 белый король · g8 белый ферзь · b7 белый конь · e7 чёрная пешка · f7 белая пешка · b6 белая ладья · c6 белый конь · e6 чёрный король · f6 чёрная пешка · c5 чёрная пешка · h5 чёрная пешка · g4 белая пешка · a3 чёрный ферзь · c3 белый слон · d3 чёрный конь · c2 чёрный слон · e2 белый слон · h2 чёрный слон · b1 чёрная ладья | d8 белая ладья · f8 белый король · g8 белый ферзь · b7 белый конь · e7 чёрная пешка · f7 белая пешка · b6 белая ладья · c6 белый конь · e6 чёрный король · f6 чёрная пешка · c5 чёрная пешка · h5 чёрная пешка · g4 белая пешка · a3 чёрный ферзь · c3 белый слон · d3 чёрный конь · c2 чёрный слон · e2 белый слон · h2 чёрный слон · b1 чёрная ладья | d8 белая ладья · f8 белый король · g8 белый ферзь · b7 белый конь · e7 чёрная пешка · f7 белая пешка · b6 белая ладья · c6 белый конь · e6 чёрный король · f6 чёрная пешка · c5 чёрная пешка · h5 чёрная пешка · g4 белая пешка · a3 чёрный ферзь · c3 белый слон · d3 чёрный конь · c2 чёрный слон · e2 белый слон · h2 чёрный слон · b1 чёрная ладья | 5 |
| 4 | d8 белая ладья · f8 белый король · g8 белый ферзь · b7 белый конь · e7 чёрная пешка · f7 белая пешка · b6 белая ладья · c6 белый конь · e6 чёрный король · f6 чёрная пешка · c5 чёрная пешка · h5 чёрная пешка · g4 белая пешка · a3 чёрный ферзь · c3 белый слон · d3 чёрный конь · c2 чёрный слон · e2 белый слон · h2 чёрный слон · b1 чёрная ладья | d8 белая ладья · f8 белый король · g8 белый ферзь · b7 белый конь · e7 чёрная пешка · f7 белая пешка · b6 белая ладья · c6 белый конь · e6 чёрный король · f6 чёрная пешка · c5 чёрная пешка · h5 чёрная пешка · g4 белая пешка · a3 чёрный ферзь · c3 белый слон · d3 чёрный конь · c2 чёрный слон · e2 белый слон · h2 чёрный слон · b1 чёрная ладья | d8 белая ладья · f8 белый король · g8 белый ферзь · b7 белый конь · e7 чёрная пешка · f7 белая пешка · b6 белая ладья · c6 белый конь · e6 чёрный король · f6 чёрная пешка · c5 чёрная пешка · h5 чёрная пешка · g4 белая пешка · a3 чёрный ферзь · c3 белый слон · d3 чёрный конь · c2 чёрный слон · e2 белый слон · h2 чёрный слон · b1 чёрная ладья | d8 белая ладья · f8 белый король · g8 белый ферзь · b7 белый конь · e7 чёрная пешка · f7 белая пешка · b6 белая ладья · c6 белый конь · e6 чёрный король · f6 чёрная пешка · c5 чёрная пешка · h5 чёрная пешка · g4 белая пешка · a3 чёрный ферзь · c3 белый слон · d3 чёрный конь · c2 чёрный слон · e2 белый слон · h2 чёрный слон · b1 чёрная ладья | d8 белая ладья · f8 белый король · g8 белый ферзь · b7 белый конь · e7 чёрная пешка · f7 белая пешка · b6 белая ладья · c6 белый конь · e6 чёрный король · f6 чёрная пешка · c5 чёрная пешка · h5 чёрная пешка · g4 белая пешка · a3 чёрный ферзь · c3 белый слон · d3 чёрный конь · c2 чёрный слон · e2 белый слон · h2 чёрный слон · b1 чёрная ладья | d8 белая ладья · f8 белый король · g8 белый ферзь · b7 белый конь · e7 чёрная пешка · f7 белая пешка · b6 белая ладья · c6 белый конь · e6 чёрный король · f6 чёрная пешка · c5 чёрная пешка · h5 чёрная пешка · g4 белая пешка · a3 чёрный ферзь · c3 белый слон · d3 чёрный конь · c2 чёрный слон · e2 белый слон · h2 чёрный слон · b1 чёрная ладья | d8 белая ладья · f8 белый король · g8 белый ферзь · b7 белый конь · e7 чёрная пешка · f7 белая пешка · b6 белая ладья · c6 белый конь · e6 чёрный король · f6 чёрная пешка · c5 чёрная пешка · h5 чёрная пешка · g4 белая пешка · a3 чёрный ферзь · c3 белый слон · d3 чёрный конь · c2 чёрный слон · e2 белый слон · h2 чёрный слон · b1 чёрная ладья | d8 белая ладья · f8 белый король · g8 белый ферзь · b7 белый конь · e7 чёрная пешка · f7 белая пешка · b6 белая ладья · c6 белый конь · e6 чёрный король · f6 чёрная пешка · c5 чёрная пешка · h5 чёрная пешка · g4 белая пешка · a3 чёрный ферзь · c3 белый слон · d3 чёрный конь · c2 чёрный слон · e2 белый слон · h2 чёрный слон · b1 чёрная ладья | 4 |
| 3 | d8 белая ладья · f8 белый король · g8 белый ферзь · b7 белый конь · e7 чёрная пешка · f7 белая пешка · b6 белая ладья · c6 белый конь · e6 чёрный король · f6 чёрная пешка · c5 чёрная пешка · h5 чёрная пешка · g4 белая пешка · a3 чёрный ферзь · c3 белый слон · d3 чёрный конь · c2 чёрный слон · e2 белый слон · h2 чёрный слон · b1 чёрная ладья | d8 белая ладья · f8 белый король · g8 белый ферзь · b7 белый конь · e7 чёрная пешка · f7 белая пешка · b6 белая ладья · c6 белый конь · e6 чёрный король · f6 чёрная пешка · c5 чёрная пешка · h5 чёрная пешка · g4 белая пешка · a3 чёрный ферзь · c3 белый слон · d3 чёрный конь · c2 чёрный слон · e2 белый слон · h2 чёрный слон · b1 чёрная ладья | d8 белая ладья · f8 белый король · g8 белый ферзь · b7 белый конь · e7 чёрная пешка · f7 белая пешка · b6 белая ладья · c6 белый конь · e6 чёрный король · f6 чёрная пешка · c5 чёрная пешка · h5 чёрная пешка · g4 белая пешка · a3 чёрный ферзь · c3 белый слон · d3 чёрный конь · c2 чёрный слон · e2 белый слон · h2 чёрный слон · b1 чёрная ладья | d8 белая ладья · f8 белый король · g8 белый ферзь · b7 белый конь · e7 чёрная пешка · f7 белая пешка · b6 белая ладья · c6 белый конь · e6 чёрный король · f6 чёрная пешка · c5 чёрная пешка · h5 чёрная пешка · g4 белая пешка · a3 чёрный ферзь · c3 белый слон · d3 чёрный конь · c2 чёрный слон · e2 белый слон · h2 чёрный слон · b1 чёрная ладья | d8 белая ладья · f8 белый король · g8 белый ферзь · b7 белый конь · e7 чёрная пешка · f7 белая пешка · b6 белая ладья · c6 белый конь · e6 чёрный король · f6 чёрная пешка · c5 чёрная пешка · h5 чёрная пешка · g4 белая пешка · a3 чёрный ферзь · c3 белый слон · d3 чёрный конь · c2 чёрный слон · e2 белый слон · h2 чёрный слон · b1 чёрная ладья | d8 белая ладья · f8 белый король · g8 белый ферзь · b7 белый конь · e7 чёрная пешка · f7 белая пешка · b6 белая ладья · c6 белый конь · e6 чёрный король · f6 чёрная пешка · c5 чёрная пешка · h5 чёрная пешка · g4 белая пешка · a3 чёрный ферзь · c3 белый слон · d3 чёрный конь · c2 чёрный слон · e2 белый слон · h2 чёрный слон · b1 чёрная ладья | d8 белая ладья · f8 белый король · g8 белый ферзь · b7 белый конь · e7 чёрная пешка · f7 белая пешка · b6 белая ладья · c6 белый конь · e6 чёрный король · f6 чёрная пешка · c5 чёрная пешка · h5 чёрная пешка · g4 белая пешка · a3 чёрный ферзь · c3 белый слон · d3 чёрный конь · c2 чёрный слон · e2 белый слон · h2 чёрный слон · b1 чёрная ладья | d8 белая ладья · f8 белый король · g8 белый ферзь · b7 белый конь · e7 чёрная пешка · f7 белая пешка · b6 белая ладья · c6 белый конь · e6 чёрный король · f6 чёрная пешка · c5 чёрная пешка · h5 чёрная пешка · g4 белая пешка · a3 чёрный ферзь · c3 белый слон · d3 чёрный конь · c2 чёрный слон · e2 белый слон · h2 чёрный слон · b1 чёрная ладья | 3 |
| 2 | d8 белая ладья · f8 белый король · g8 белый ферзь · b7 белый конь · e7 чёрная пешка · f7 белая пешка · b6 белая ладья · c6 белый конь · e6 чёрный король · f6 чёрная пешка · c5 чёрная пешка · h5 чёрная пешка · g4 белая пешка · a3 чёрный ферзь · c3 белый слон · d3 чёрный конь · c2 чёрный слон · e2 белый слон · h2 чёрный слон · b1 чёрная ладья | d8 белая ладья · f8 белый король · g8 белый ферзь · b7 белый конь · e7 чёрная пешка · f7 белая пешка · b6 белая ладья · c6 белый конь · e6 чёрный король · f6 чёрная пешка · c5 чёрная пешка · h5 чёрная пешка · g4 белая пешка · a3 чёрный ферзь · c3 белый слон · d3 чёрный конь · c2 чёрный слон · e2 белый слон · h2 чёрный слон · b1 чёрная ладья | d8 белая ладья · f8 белый король · g8 белый ферзь · b7 белый конь · e7 чёрная пешка · f7 белая пешка · b6 белая ладья · c6 белый конь · e6 чёрный король · f6 чёрная пешка · c5 чёрная пешка · h5 чёрная пешка · g4 белая пешка · a3 чёрный ферзь · c3 белый слон · d3 чёрный конь · c2 чёрный слон · e2 белый слон · h2 чёрный слон · b1 чёрная ладья | d8 белая ладья · f8 белый король · g8 белый ферзь · b7 белый конь · e7 чёрная пешка · f7 белая пешка · b6 белая ладья · c6 белый конь · e6 чёрный король · f6 чёрная пешка · c5 чёрная пешка · h5 чёрная пешка · g4 белая пешка · a3 чёрный ферзь · c3 белый слон · d3 чёрный конь · c2 чёрный слон · e2 белый слон · h2 чёрный слон · b1 чёрная ладья | d8 белая ладья · f8 белый король · g8 белый ферзь · b7 белый конь · e7 чёрная пешка · f7 белая пешка · b6 белая ладья · c6 белый конь · e6 чёрный король · f6 чёрная пешка · c5 чёрная пешка · h5 чёрная пешка · g4 белая пешка · a3 чёрный ферзь · c3 белый слон · d3 чёрный конь · c2 чёрный слон · e2 белый слон · h2 чёрный слон · b1 чёрная ладья | d8 белая ладья · f8 белый король · g8 белый ферзь · b7 белый конь · e7 чёрная пешка · f7 белая пешка · b6 белая ладья · c6 белый конь · e6 чёрный король · f6 чёрная пешка · c5 чёрная пешка · h5 чёрная пешка · g4 белая пешка · a3 чёрный ферзь · c3 белый слон · d3 чёрный конь · c2 чёрный слон · e2 белый слон · h2 чёрный слон · b1 чёрная ладья | d8 белая ладья · f8 белый король · g8 белый ферзь · b7 белый конь · e7 чёрная пешка · f7 белая пешка · b6 белая ладья · c6 белый конь · e6 чёрный король · f6 чёрная пешка · c5 чёрная пешка · h5 чёрная пешка · g4 белая пешка · a3 чёрный ферзь · c3 белый слон · d3 чёрный конь · c2 чёрный слон · e2 белый слон · h2 чёрный слон · b1 чёрная ладья | d8 белая ладья · f8 белый король · g8 белый ферзь · b7 белый конь · e7 чёрная пешка · f7 белая пешка · b6 белая ладья · c6 белый конь · e6 чёрный король · f6 чёрная пешка · c5 чёрная пешка · h5 чёрная пешка · g4 белая пешка · a3 чёрный ферзь · c3 белый слон · d3 чёрный конь · c2 чёрный слон · e2 белый слон · h2 чёрный слон · b1 чёрная ладья | 2 |
| 1 | d8 белая ладья · f8 белый король · g8 белый ферзь · b7 белый конь · e7 чёрная пешка · f7 белая пешка · b6 белая ладья · c6 белый конь · e6 чёрный король · f6 чёрная пешка · c5 чёрная пешка · h5 чёрная пешка · g4 белая пешка · a3 чёрный ферзь · c3 белый слон · d3 чёрный конь · c2 чёрный слон · e2 белый слон · h2 чёрный слон · b1 чёрная ладья | d8 белая ладья · f8 белый король · g8 белый ферзь · b7 белый конь · e7 чёрная пешка · f7 белая пешка · b6 белая ладья · c6 белый конь · e6 чёрный король · f6 чёрная пешка · c5 чёрная пешка · h5 чёрная пешка · g4 белая пешка · a3 чёрный ферзь · c3 белый слон · d3 чёрный конь · c2 чёрный слон · e2 белый слон · h2 чёрный слон · b1 чёрная ладья | d8 белая ладья · f8 белый король · g8 белый ферзь · b7 белый конь · e7 чёрная пешка · f7 белая пешка · b6 белая ладья · c6 белый конь · e6 чёрный король · f6 чёрная пешка · c5 чёрная пешка · h5 чёрная пешка · g4 белая пешка · a3 чёрный ферзь · c3 белый слон · d3 чёрный конь · c2 чёрный слон · e2 белый слон · h2 чёрный слон · b1 чёрная ладья | d8 белая ладья · f8 белый король · g8 белый ферзь · b7 белый конь · e7 чёрная пешка · f7 белая пешка · b6 белая ладья · c6 белый конь · e6 чёрный король · f6 чёрная пешка · c5 чёрная пешка · h5 чёрная пешка · g4 белая пешка · a3 чёрный ферзь · c3 белый слон · d3 чёрный конь · c2 чёрный слон · e2 белый слон · h2 чёрный слон · b1 чёрная ладья | d8 белая ладья · f8 белый король · g8 белый ферзь · b7 белый конь · e7 чёрная пешка · f7 белая пешка · b6 белая ладья · c6 белый конь · e6 чёрный король · f6 чёрная пешка · c5 чёрная пешка · h5 чёрная пешка · g4 белая пешка · a3 чёрный ферзь · c3 белый слон · d3 чёрный конь · c2 чёрный слон · e2 белый слон · h2 чёрный слон · b1 чёрная ладья | d8 белая ладья · f8 белый король · g8 белый ферзь · b7 белый конь · e7 чёрная пешка · f7 белая пешка · b6 белая ладья · c6 белый конь · e6 чёрный король · f6 чёрная пешка · c5 чёрная пешка · h5 чёрная пешка · g4 белая пешка · a3 чёрный ферзь · c3 белый слон · d3 чёрный конь · c2 чёрный слон · e2 белый слон · h2 чёрный слон · b1 чёрная ладья | d8 белая ладья · f8 белый король · g8 белый ферзь · b7 белый конь · e7 чёрная пешка · f7 белая пешка · b6 белая ладья · c6 белый конь · e6 чёрный король · f6 чёрная пешка · c5 чёрная пешка · h5 чёрная пешка · g4 белая пешка · a3 чёрный ферзь · c3 белый слон · d3 чёрный конь · c2 чёрный слон · e2 белый слон · h2 чёрный слон · b1 чёрная ладья | d8 белая ладья · f8 белый король · g8 белый ферзь · b7 белый конь · e7 чёрная пешка · f7 белая пешка · b6 белая ладья · c6 белый конь · e6 чёрный король · f6 чёрная пешка · c5 чёрная пешка · h5 чёрная пешка · g4 белая пешка · a3 чёрный ферзь · c3 белый слон · d3 чёрный конь · c2 чёрный слон · e2 белый слон · h2 чёрный слон · b1 чёрная ладья | 1 |
|   | a | b | c | d | e | f | g | h |   |

1.Фg6! (~ 2.Фf5#) 

1…К ~ 2.Сс4# 

1…Кb2 2.Ке5# 

1…Kf4 2.Кb4# 

1…Кb4 2.К:с5# 

1…Ке5 2.Kd4# 

Новым в разработке темы коррекции была замена третьих угроз и защит в двух парных вариантах.
|   | a | b | c | d | e | f | g | h |   |
| - | --- | --- | --- | --- | --- | --- | --- | --- | - |
| 8 | e8 чёрный король · g8 чёрный ферзь · h8 белый конь · c7 чёрная пешка · d7 белая ладья · g7 белый слон · a6 белый слон · b6 чёрная пешка · c6 белая пешка · f6 чёрная пешка · e5 чёрная ладья · f5 чёрная пешка · g5 белый конь · a3 белая ладья · c3 белый ферзь · e3 чёрный конь · c2 чёрная пешка · c1 белый король · h1 чёрный слон | e8 чёрный король · g8 чёрный ферзь · h8 белый конь · c7 чёрная пешка · d7 белая ладья · g7 белый слон · a6 белый слон · b6 чёрная пешка · c6 белая пешка · f6 чёрная пешка · e5 чёрная ладья · f5 чёрная пешка · g5 белый конь · a3 белая ладья · c3 белый ферзь · e3 чёрный конь · c2 чёрная пешка · c1 белый король · h1 чёрный слон | e8 чёрный король · g8 чёрный ферзь · h8 белый конь · c7 чёрная пешка · d7 белая ладья · g7 белый слон · a6 белый слон · b6 чёрная пешка · c6 белая пешка · f6 чёрная пешка · e5 чёрная ладья · f5 чёрная пешка · g5 белый конь · a3 белая ладья · c3 белый ферзь · e3 чёрный конь · c2 чёрная пешка · c1 белый король · h1 чёрный слон | e8 чёрный король · g8 чёрный ферзь · h8 белый конь · c7 чёрная пешка · d7 белая ладья · g7 белый слон · a6 белый слон · b6 чёрная пешка · c6 белая пешка · f6 чёрная пешка · e5 чёрная ладья · f5 чёрная пешка · g5 белый конь · a3 белая ладья · c3 белый ферзь · e3 чёрный конь · c2 чёрная пешка · c1 белый король · h1 чёрный слон | e8 чёрный король · g8 чёрный ферзь · h8 белый конь · c7 чёрная пешка · d7 белая ладья · g7 белый слон · a6 белый слон · b6 чёрная пешка · c6 белая пешка · f6 чёрная пешка · e5 чёрная ладья · f5 чёрная пешка · g5 белый конь · a3 белая ладья · c3 белый ферзь · e3 чёрный конь · c2 чёрная пешка · c1 белый король · h1 чёрный слон | e8 чёрный король · g8 чёрный ферзь · h8 белый конь · c7 чёрная пешка · d7 белая ладья · g7 белый слон · a6 белый слон · b6 чёрная пешка · c6 белая пешка · f6 чёрная пешка · e5 чёрная ладья · f5 чёрная пешка · g5 белый конь · a3 белая ладья · c3 белый ферзь · e3 чёрный конь · c2 чёрная пешка · c1 белый король · h1 чёрный слон | e8 чёрный король · g8 чёрный ферзь · h8 белый конь · c7 чёрная пешка · d7 белая ладья · g7 белый слон · a6 белый слон · b6 чёрная пешка · c6 белая пешка · f6 чёрная пешка · e5 чёрная ладья · f5 чёрная пешка · g5 белый конь · a3 белая ладья · c3 белый ферзь · e3 чёрный конь · c2 чёрная пешка · c1 белый король · h1 чёрный слон | e8 чёрный король · g8 чёрный ферзь · h8 белый конь · c7 чёрная пешка · d7 белая ладья · g7 белый слон · a6 белый слон · b6 чёрная пешка · c6 белая пешка · f6 чёрная пешка · e5 чёрная ладья · f5 чёрная пешка · g5 белый конь · a3 белая ладья · c3 белый ферзь · e3 чёрный конь · c2 чёрная пешка · c1 белый король · h1 чёрный слон | 8 |
| 7 | e8 чёрный король · g8 чёрный ферзь · h8 белый конь · c7 чёрная пешка · d7 белая ладья · g7 белый слон · a6 белый слон · b6 чёрная пешка · c6 белая пешка · f6 чёрная пешка · e5 чёрная ладья · f5 чёрная пешка · g5 белый конь · a3 белая ладья · c3 белый ферзь · e3 чёрный конь · c2 чёрная пешка · c1 белый король · h1 чёрный слон | e8 чёрный король · g8 чёрный ферзь · h8 белый конь · c7 чёрная пешка · d7 белая ладья · g7 белый слон · a6 белый слон · b6 чёрная пешка · c6 белая пешка · f6 чёрная пешка · e5 чёрная ладья · f5 чёрная пешка · g5 белый конь · a3 белая ладья · c3 белый ферзь · e3 чёрный конь · c2 чёрная пешка · c1 белый король · h1 чёрный слон | e8 чёрный король · g8 чёрный ферзь · h8 белый конь · c7 чёрная пешка · d7 белая ладья · g7 белый слон · a6 белый слон · b6 чёрная пешка · c6 белая пешка · f6 чёрная пешка · e5 чёрная ладья · f5 чёрная пешка · g5 белый конь · a3 белая ладья · c3 белый ферзь · e3 чёрный конь · c2 чёрная пешка · c1 белый король · h1 чёрный слон | e8 чёрный король · g8 чёрный ферзь · h8 белый конь · c7 чёрная пешка · d7 белая ладья · g7 белый слон · a6 белый слон · b6 чёрная пешка · c6 белая пешка · f6 чёрная пешка · e5 чёрная ладья · f5 чёрная пешка · g5 белый конь · a3 белая ладья · c3 белый ферзь · e3 чёрный конь · c2 чёрная пешка · c1 белый король · h1 чёрный слон | e8 чёрный король · g8 чёрный ферзь · h8 белый конь · c7 чёрная пешка · d7 белая ладья · g7 белый слон · a6 белый слон · b6 чёрная пешка · c6 белая пешка · f6 чёрная пешка · e5 чёрная ладья · f5 чёрная пешка · g5 белый конь · a3 белая ладья · c3 белый ферзь · e3 чёрный конь · c2 чёрная пешка · c1 белый король · h1 чёрный слон | e8 чёрный король · g8 чёрный ферзь · h8 белый конь · c7 чёрная пешка · d7 белая ладья · g7 белый слон · a6 белый слон · b6 чёрная пешка · c6 белая пешка · f6 чёрная пешка · e5 чёрная ладья · f5 чёрная пешка · g5 белый конь · a3 белая ладья · c3 белый ферзь · e3 чёрный конь · c2 чёрная пешка · c1 белый король · h1 чёрный слон | e8 чёрный король · g8 чёрный ферзь · h8 белый конь · c7 чёрная пешка · d7 белая ладья · g7 белый слон · a6 белый слон · b6 чёрная пешка · c6 белая пешка · f6 чёрная пешка · e5 чёрная ладья · f5 чёрная пешка · g5 белый конь · a3 белая ладья · c3 белый ферзь · e3 чёрный конь · c2 чёрная пешка · c1 белый король · h1 чёрный слон | e8 чёрный король · g8 чёрный ферзь · h8 белый конь · c7 чёрная пешка · d7 белая ладья · g7 белый слон · a6 белый слон · b6 чёрная пешка · c6 белая пешка · f6 чёрная пешка · e5 чёрная ладья · f5 чёрная пешка · g5 белый конь · a3 белая ладья · c3 белый ферзь · e3 чёрный конь · c2 чёрная пешка · c1 белый король · h1 чёрный слон | 7 |
| 6 | e8 чёрный король · g8 чёрный ферзь · h8 белый конь · c7 чёрная пешка · d7 белая ладья · g7 белый слон · a6 белый слон · b6 чёрная пешка · c6 белая пешка · f6 чёрная пешка · e5 чёрная ладья · f5 чёрная пешка · g5 белый конь · a3 белая ладья · c3 белый ферзь · e3 чёрный конь · c2 чёрная пешка · c1 белый король · h1 чёрный слон | e8 чёрный король · g8 чёрный ферзь · h8 белый конь · c7 чёрная пешка · d7 белая ладья · g7 белый слон · a6 белый слон · b6 чёрная пешка · c6 белая пешка · f6 чёрная пешка · e5 чёрная ладья · f5 чёрная пешка · g5 белый конь · a3 белая ладья · c3 белый ферзь · e3 чёрный конь · c2 чёрная пешка · c1 белый король · h1 чёрный слон | e8 чёрный король · g8 чёрный ферзь · h8 белый конь · c7 чёрная пешка · d7 белая ладья · g7 белый слон · a6 белый слон · b6 чёрная пешка · c6 белая пешка · f6 чёрная пешка · e5 чёрная ладья · f5 чёрная пешка · g5 белый конь · a3 белая ладья · c3 белый ферзь · e3 чёрный конь · c2 чёрная пешка · c1 белый король · h1 чёрный слон | e8 чёрный король · g8 чёрный ферзь · h8 белый конь · c7 чёрная пешка · d7 белая ладья · g7 белый слон · a6 белый слон · b6 чёрная пешка · c6 белая пешка · f6 чёрная пешка · e5 чёрная ладья · f5 чёрная пешка · g5 белый конь · a3 белая ладья · c3 белый ферзь · e3 чёрный конь · c2 чёрная пешка · c1 белый король · h1 чёрный слон | e8 чёрный король · g8 чёрный ферзь · h8 белый конь · c7 чёрная пешка · d7 белая ладья · g7 белый слон · a6 белый слон · b6 чёрная пешка · c6 белая пешка · f6 чёрная пешка · e5 чёрная ладья · f5 чёрная пешка · g5 белый конь · a3 белая ладья · c3 белый ферзь · e3 чёрный конь · c2 чёрная пешка · c1 белый король · h1 чёрный слон | e8 чёрный король · g8 чёрный ферзь · h8 белый конь · c7 чёрная пешка · d7 белая ладья · g7 белый слон · a6 белый слон · b6 чёрная пешка · c6 белая пешка · f6 чёрная пешка · e5 чёрная ладья · f5 чёрная пешка · g5 белый конь · a3 белая ладья · c3 белый ферзь · e3 чёрный конь · c2 чёрная пешка · c1 белый король · h1 чёрный слон | e8 чёрный король · g8 чёрный ферзь · h8 белый конь · c7 чёрная пешка · d7 белая ладья · g7 белый слон · a6 белый слон · b6 чёрная пешка · c6 белая пешка · f6 чёрная пешка · e5 чёрная ладья · f5 чёрная пешка · g5 белый конь · a3 белая ладья · c3 белый ферзь · e3 чёрный конь · c2 чёрная пешка · c1 белый король · h1 чёрный слон | e8 чёрный король · g8 чёрный ферзь · h8 белый конь · c7 чёрная пешка · d7 белая ладья · g7 белый слон · a6 белый слон · b6 чёрная пешка · c6 белая пешка · f6 чёрная пешка · e5 чёрная ладья · f5 чёрная пешка · g5 белый конь · a3 белая ладья · c3 белый ферзь · e3 чёрный конь · c2 чёрная пешка · c1 белый король · h1 чёрный слон | 6 |
| 5 | e8 чёрный король · g8 чёрный ферзь · h8 белый конь · c7 чёрная пешка · d7 белая ладья · g7 белый слон · a6 белый слон · b6 чёрная пешка · c6 белая пешка · f6 чёрная пешка · e5 чёрная ладья · f5 чёрная пешка · g5 белый конь · a3 белая ладья · c3 белый ферзь · e3 чёрный конь · c2 чёрная пешка · c1 белый король · h1 чёрный слон | e8 чёрный король · g8 чёрный ферзь · h8 белый конь · c7 чёрная пешка · d7 белая ладья · g7 белый слон · a6 белый слон · b6 чёрная пешка · c6 белая пешка · f6 чёрная пешка · e5 чёрная ладья · f5 чёрная пешка · g5 белый конь · a3 белая ладья · c3 белый ферзь · e3 чёрный конь · c2 чёрная пешка · c1 белый король · h1 чёрный слон | e8 чёрный король · g8 чёрный ферзь · h8 белый конь · c7 чёрная пешка · d7 белая ладья · g7 белый слон · a6 белый слон · b6 чёрная пешка · c6 белая пешка · f6 чёрная пешка · e5 чёрная ладья · f5 чёрная пешка · g5 белый конь · a3 белая ладья · c3 белый ферзь · e3 чёрный конь · c2 чёрная пешка · c1 белый король · h1 чёрный слон | e8 чёрный король · g8 чёрный ферзь · h8 белый конь · c7 чёрная пешка · d7 белая ладья · g7 белый слон · a6 белый слон · b6 чёрная пешка · c6 белая пешка · f6 чёрная пешка · e5 чёрная ладья · f5 чёрная пешка · g5 белый конь · a3 белая ладья · c3 белый ферзь · e3 чёрный конь · c2 чёрная пешка · c1 белый король · h1 чёрный слон | e8 чёрный король · g8 чёрный ферзь · h8 белый конь · c7 чёрная пешка · d7 белая ладья · g7 белый слон · a6 белый слон · b6 чёрная пешка · c6 белая пешка · f6 чёрная пешка · e5 чёрная ладья · f5 чёрная пешка · g5 белый конь · a3 белая ладья · c3 белый ферзь · e3 чёрный конь · c2 чёрная пешка · c1 белый король · h1 чёрный слон | e8 чёрный король · g8 чёрный ферзь · h8 белый конь · c7 чёрная пешка · d7 белая ладья · g7 белый слон · a6 белый слон · b6 чёрная пешка · c6 белая пешка · f6 чёрная пешка · e5 чёрная ладья · f5 чёрная пешка · g5 белый конь · a3 белая ладья · c3 белый ферзь · e3 чёрный конь · c2 чёрная пешка · c1 белый король · h1 чёрный слон | e8 чёрный король · g8 чёрный ферзь · h8 белый конь · c7 чёрная пешка · d7 белая ладья · g7 белый слон · a6 белый слон · b6 чёрная пешка · c6 белая пешка · f6 чёрная пешка · e5 чёрная ладья · f5 чёрная пешка · g5 белый конь · a3 белая ладья · c3 белый ферзь · e3 чёрный конь · c2 чёрная пешка · c1 белый король · h1 чёрный слон | e8 чёрный король · g8 чёрный ферзь · h8 белый конь · c7 чёрная пешка · d7 белая ладья · g7 белый слон · a6 белый слон · b6 чёрная пешка · c6 белая пешка · f6 чёрная пешка · e5 чёрная ладья · f5 чёрная пешка · g5 белый конь · a3 белая ладья · c3 белый ферзь · e3 чёрный конь · c2 чёрная пешка · c1 белый король · h1 чёрный слон | 5 |
| 4 | e8 чёрный король · g8 чёрный ферзь · h8 белый конь · c7 чёрная пешка · d7 белая ладья · g7 белый слон · a6 белый слон · b6 чёрная пешка · c6 белая пешка · f6 чёрная пешка · e5 чёрная ладья · f5 чёрная пешка · g5 белый конь · a3 белая ладья · c3 белый ферзь · e3 чёрный конь · c2 чёрная пешка · c1 белый король · h1 чёрный слон | e8 чёрный король · g8 чёрный ферзь · h8 белый конь · c7 чёрная пешка · d7 белая ладья · g7 белый слон · a6 белый слон · b6 чёрная пешка · c6 белая пешка · f6 чёрная пешка · e5 чёрная ладья · f5 чёрная пешка · g5 белый конь · a3 белая ладья · c3 белый ферзь · e3 чёрный конь · c2 чёрная пешка · c1 белый король · h1 чёрный слон | e8 чёрный король · g8 чёрный ферзь · h8 белый конь · c7 чёрная пешка · d7 белая ладья · g7 белый слон · a6 белый слон · b6 чёрная пешка · c6 белая пешка · f6 чёрная пешка · e5 чёрная ладья · f5 чёрная пешка · g5 белый конь · a3 белая ладья · c3 белый ферзь · e3 чёрный конь · c2 чёрная пешка · c1 белый король · h1 чёрный слон | e8 чёрный король · g8 чёрный ферзь · h8 белый конь · c7 чёрная пешка · d7 белая ладья · g7 белый слон · a6 белый слон · b6 чёрная пешка · c6 белая пешка · f6 чёрная пешка · e5 чёрная ладья · f5 чёрная пешка · g5 белый конь · a3 белая ладья · c3 белый ферзь · e3 чёрный конь · c2 чёрная пешка · c1 белый король · h1 чёрный слон | e8 чёрный король · g8 чёрный ферзь · h8 белый конь · c7 чёрная пешка · d7 белая ладья · g7 белый слон · a6 белый слон · b6 чёрная пешка · c6 белая пешка · f6 чёрная пешка · e5 чёрная ладья · f5 чёрная пешка · g5 белый конь · a3 белая ладья · c3 белый ферзь · e3 чёрный конь · c2 чёрная пешка · c1 белый король · h1 чёрный слон | e8 чёрный король · g8 чёрный ферзь · h8 белый конь · c7 чёрная пешка · d7 белая ладья · g7 белый слон · a6 белый слон · b6 чёрная пешка · c6 белая пешка · f6 чёрная пешка · e5 чёрная ладья · f5 чёрная пешка · g5 белый конь · a3 белая ладья · c3 белый ферзь · e3 чёрный конь · c2 чёрная пешка · c1 белый король · h1 чёрный слон | e8 чёрный король · g8 чёрный ферзь · h8 белый конь · c7 чёрная пешка · d7 белая ладья · g7 белый слон · a6 белый слон · b6 чёрная пешка · c6 белая пешка · f6 чёрная пешка · e5 чёрная ладья · f5 чёрная пешка · g5 белый конь · a3 белая ладья · c3 белый ферзь · e3 чёрный конь · c2 чёрная пешка · c1 белый король · h1 чёрный слон | e8 чёрный король · g8 чёрный ферзь · h8 белый конь · c7 чёрная пешка · d7 белая ладья · g7 белый слон · a6 белый слон · b6 чёрная пешка · c6 белая пешка · f6 чёрная пешка · e5 чёрная ладья · f5 чёрная пешка · g5 белый конь · a3 белая ладья · c3 белый ферзь · e3 чёрный конь · c2 чёрная пешка · c1 белый король · h1 чёрный слон | 4 |
| 3 | e8 чёрный король · g8 чёрный ферзь · h8 белый конь · c7 чёрная пешка · d7 белая ладья · g7 белый слон · a6 белый слон · b6 чёрная пешка · c6 белая пешка · f6 чёрная пешка · e5 чёрная ладья · f5 чёрная пешка · g5 белый конь · a3 белая ладья · c3 белый ферзь · e3 чёрный конь · c2 чёрная пешка · c1 белый король · h1 чёрный слон | e8 чёрный король · g8 чёрный ферзь · h8 белый конь · c7 чёрная пешка · d7 белая ладья · g7 белый слон · a6 белый слон · b6 чёрная пешка · c6 белая пешка · f6 чёрная пешка · e5 чёрная ладья · f5 чёрная пешка · g5 белый конь · a3 белая ладья · c3 белый ферзь · e3 чёрный конь · c2 чёрная пешка · c1 белый король · h1 чёрный слон | e8 чёрный король · g8 чёрный ферзь · h8 белый конь · c7 чёрная пешка · d7 белая ладья · g7 белый слон · a6 белый слон · b6 чёрная пешка · c6 белая пешка · f6 чёрная пешка · e5 чёрная ладья · f5 чёрная пешка · g5 белый конь · a3 белая ладья · c3 белый ферзь · e3 чёрный конь · c2 чёрная пешка · c1 белый король · h1 чёрный слон | e8 чёрный король · g8 чёрный ферзь · h8 белый конь · c7 чёрная пешка · d7 белая ладья · g7 белый слон · a6 белый слон · b6 чёрная пешка · c6 белая пешка · f6 чёрная пешка · e5 чёрная ладья · f5 чёрная пешка · g5 белый конь · a3 белая ладья · c3 белый ферзь · e3 чёрный конь · c2 чёрная пешка · c1 белый король · h1 чёрный слон | e8 чёрный король · g8 чёрный ферзь · h8 белый конь · c7 чёрная пешка · d7 белая ладья · g7 белый слон · a6 белый слон · b6 чёрная пешка · c6 белая пешка · f6 чёрная пешка · e5 чёрная ладья · f5 чёрная пешка · g5 белый конь · a3 белая ладья · c3 белый ферзь · e3 чёрный конь · c2 чёрная пешка · c1 белый король · h1 чёрный слон | e8 чёрный король · g8 чёрный ферзь · h8 белый конь · c7 чёрная пешка · d7 белая ладья · g7 белый слон · a6 белый слон · b6 чёрная пешка · c6 белая пешка · f6 чёрная пешка · e5 чёрная ладья · f5 чёрная пешка · g5 белый конь · a3 белая ладья · c3 белый ферзь · e3 чёрный конь · c2 чёрная пешка · c1 белый король · h1 чёрный слон | e8 чёрный король · g8 чёрный ферзь · h8 белый конь · c7 чёрная пешка · d7 белая ладья · g7 белый слон · a6 белый слон · b6 чёрная пешка · c6 белая пешка · f6 чёрная пешка · e5 чёрная ладья · f5 чёрная пешка · g5 белый конь · a3 белая ладья · c3 белый ферзь · e3 чёрный конь · c2 чёрная пешка · c1 белый король · h1 чёрный слон | e8 чёрный король · g8 чёрный ферзь · h8 белый конь · c7 чёрная пешка · d7 белая ладья · g7 белый слон · a6 белый слон · b6 чёрная пешка · c6 белая пешка · f6 чёрная пешка · e5 чёрная ладья · f5 чёрная пешка · g5 белый конь · a3 белая ладья · c3 белый ферзь · e3 чёрный конь · c2 чёрная пешка · c1 белый король · h1 чёрный слон | 3 |
| 2 | e8 чёрный король · g8 чёрный ферзь · h8 белый конь · c7 чёрная пешка · d7 белая ладья · g7 белый слон · a6 белый слон · b6 чёрная пешка · c6 белая пешка · f6 чёрная пешка · e5 чёрная ладья · f5 чёрная пешка · g5 белый конь · a3 белая ладья · c3 белый ферзь · e3 чёрный конь · c2 чёрная пешка · c1 белый король · h1 чёрный слон | e8 чёрный король · g8 чёрный ферзь · h8 белый конь · c7 чёрная пешка · d7 белая ладья · g7 белый слон · a6 белый слон · b6 чёрная пешка · c6 белая пешка · f6 чёрная пешка · e5 чёрная ладья · f5 чёрная пешка · g5 белый конь · a3 белая ладья · c3 белый ферзь · e3 чёрный конь · c2 чёрная пешка · c1 белый король · h1 чёрный слон | e8 чёрный король · g8 чёрный ферзь · h8 белый конь · c7 чёрная пешка · d7 белая ладья · g7 белый слон · a6 белый слон · b6 чёрная пешка · c6 белая пешка · f6 чёрная пешка · e5 чёрная ладья · f5 чёрная пешка · g5 белый конь · a3 белая ладья · c3 белый ферзь · e3 чёрный конь · c2 чёрная пешка · c1 белый король · h1 чёрный слон | e8 чёрный король · g8 чёрный ферзь · h8 белый конь · c7 чёрная пешка · d7 белая ладья · g7 белый слон · a6 белый слон · b6 чёрная пешка · c6 белая пешка · f6 чёрная пешка · e5 чёрная ладья · f5 чёрная пешка · g5 белый конь · a3 белая ладья · c3 белый ферзь · e3 чёрный конь · c2 чёрная пешка · c1 белый король · h1 чёрный слон | e8 чёрный король · g8 чёрный ферзь · h8 белый конь · c7 чёрная пешка · d7 белая ладья · g7 белый слон · a6 белый слон · b6 чёрная пешка · c6 белая пешка · f6 чёрная пешка · e5 чёрная ладья · f5 чёрная пешка · g5 белый конь · a3 белая ладья · c3 белый ферзь · e3 чёрный конь · c2 чёрная пешка · c1 белый король · h1 чёрный слон | e8 чёрный король · g8 чёрный ферзь · h8 белый конь · c7 чёрная пешка · d7 белая ладья · g7 белый слон · a6 белый слон · b6 чёрная пешка · c6 белая пешка · f6 чёрная пешка · e5 чёрная ладья · f5 чёрная пешка · g5 белый конь · a3 белая ладья · c3 белый ферзь · e3 чёрный конь · c2 чёрная пешка · c1 белый король · h1 чёрный слон | e8 чёрный король · g8 чёрный ферзь · h8 белый конь · c7 чёрная пешка · d7 белая ладья · g7 белый слон · a6 белый слон · b6 чёрная пешка · c6 белая пешка · f6 чёрная пешка · e5 чёрная ладья · f5 чёрная пешка · g5 белый конь · a3 белая ладья · c3 белый ферзь · e3 чёрный конь · c2 чёрная пешка · c1 белый король · h1 чёрный слон | e8 чёрный король · g8 чёрный ферзь · h8 белый конь · c7 чёрная пешка · d7 белая ладья · g7 белый слон · a6 белый слон · b6 чёрная пешка · c6 белая пешка · f6 чёрная пешка · e5 чёрная ладья · f5 чёрная пешка · g5 белый конь · a3 белая ладья · c3 белый ферзь · e3 чёрный конь · c2 чёрная пешка · c1 белый король · h1 чёрный слон | 2 |
| 1 | e8 чёрный король · g8 чёрный ферзь · h8 белый конь · c7 чёрная пешка · d7 белая ладья · g7 белый слон · a6 белый слон · b6 чёрная пешка · c6 белая пешка · f6 чёрная пешка · e5 чёрная ладья · f5 чёрная пешка · g5 белый конь · a3 белая ладья · c3 белый ферзь · e3 чёрный конь · c2 чёрная пешка · c1 белый король · h1 чёрный слон | e8 чёрный король · g8 чёрный ферзь · h8 белый конь · c7 чёрная пешка · d7 белая ладья · g7 белый слон · a6 белый слон · b6 чёрная пешка · c6 белая пешка · f6 чёрная пешка · e5 чёрная ладья · f5 чёрная пешка · g5 белый конь · a3 белая ладья · c3 белый ферзь · e3 чёрный конь · c2 чёрная пешка · c1 белый король · h1 чёрный слон | e8 чёрный король · g8 чёрный ферзь · h8 белый конь · c7 чёрная пешка · d7 белая ладья · g7 белый слон · a6 белый слон · b6 чёрная пешка · c6 белая пешка · f6 чёрная пешка · e5 чёрная ладья · f5 чёрная пешка · g5 белый конь · a3 белая ладья · c3 белый ферзь · e3 чёрный конь · c2 чёрная пешка · c1 белый король · h1 чёрный слон | e8 чёрный король · g8 чёрный ферзь · h8 белый конь · c7 чёрная пешка · d7 белая ладья · g7 белый слон · a6 белый слон · b6 чёрная пешка · c6 белая пешка · f6 чёрная пешка · e5 чёрная ладья · f5 чёрная пешка · g5 белый конь · a3 белая ладья · c3 белый ферзь · e3 чёрный конь · c2 чёрная пешка · c1 белый король · h1 чёрный слон | e8 чёрный король · g8 чёрный ферзь · h8 белый конь · c7 чёрная пешка · d7 белая ладья · g7 белый слон · a6 белый слон · b6 чёрная пешка · c6 белая пешка · f6 чёрная пешка · e5 чёрная ладья · f5 чёрная пешка · g5 белый конь · a3 белая ладья · c3 белый ферзь · e3 чёрный конь · c2 чёрная пешка · c1 белый король · h1 чёрный слон | e8 чёрный король · g8 чёрный ферзь · h8 белый конь · c7 чёрная пешка · d7 белая ладья · g7 белый слон · a6 белый слон · b6 чёрная пешка · c6 белая пешка · f6 чёрная пешка · e5 чёрная ладья · f5 чёрная пешка · g5 белый конь · a3 белая ладья · c3 белый ферзь · e3 чёрный конь · c2 чёрная пешка · c1 белый король · h1 чёрный слон | e8 чёрный король · g8 чёрный ферзь · h8 белый конь · c7 чёрная пешка · d7 белая ладья · g7 белый слон · a6 белый слон · b6 чёрная пешка · c6 белая пешка · f6 чёрная пешка · e5 чёрная ладья · f5 чёрная пешка · g5 белый конь · a3 белая ладья · c3 белый ферзь · e3 чёрный конь · c2 чёрная пешка · c1 белый король · h1 чёрный слон | e8 чёрный король · g8 чёрный ферзь · h8 белый конь · c7 чёрная пешка · d7 белая ладья · g7 белый слон · a6 белый слон · b6 чёрная пешка · c6 белая пешка · f6 чёрная пешка · e5 чёрная ладья · f5 чёрная пешка · g5 белый конь · a3 белая ладья · c3 белый ферзь · e3 чёрный конь · c2 чёрная пешка · c1 белый король · h1 чёрный слон | 1 |
|   | a | b | c | d | e | f | g | h |   |

1.Фd4! (~ 2.Лd8+) 

1…Cd5 2.Сb7 и 3.Ла8# (нет 2…Ла5, Фа2), 

1…Лd5 2.Сb5 Л:d7 3.Ф:d7# (нет 2…С:с6, Фа2), 

1…Фd5 2.Сс4 Фа5 (Ф:с6) 3.Cf7# (нет 2…Ла5, С:с6), 

1…Kd5 2.Се2 Ке7 3.Лd8# (нет 2…Ла5, С:с6, Фа2, Ле1+) 

Взаимное перекрытие чёрных фигур на одном поле.

## Книги
- Всесоюзные первенства по шахматной композиции.— М.: Физкультура и спорт, 1956.
- Избранные задачи С. Лойда.— М.: Физкультура и спорт, 1960.
- Шахматный словарь / гл. ред. Л. Я. Абрамов; сост. Г. М. Гейлер. — М.: Физкультура и спорт, 1964. — 680 с. — 120 000 экз. (соавтор).
- Шахматная композиция. 1974—1976 гг. Сборник / (Сост.). — М.: Физкультура и Спорт, 1978. — 225 с.
- Гроссмейстер шахматной композиции.— М.: Физкультура и спорт, 1980 (соавтор).
- Избранные этюды С. Каминера и М. Либуркина.— М.: Физкультура и спорт, 1981.
- Избранные композиции.— М., 1985 (соавтор).